# Charente-Maritime
Charente-Maritime (wymowaⓘ) – departament w zachodniej Francji, nad wybrzeżem Zatoki Biskajskiej (Ocean Atlantycki), w regionie Nowa Akwitania (do 2015 roku Poitou-Charentes). Oznaczony jest numerem 17. Ośrodkiem administracyjnym i największym miastem departamentu jest La Rochelle.
Utworzony podczas rewolucji francuskiej 4 marca 1790, nosił pierwotnie nazwę Charente-Inférieure. W 1941 roku otrzymał obecną nazwę, którą zawdzięcza położeniu nad ujściem rzeki Charente do oceanu. Departament jest podzielony na pięć okręgów (arrondissement). W 2023 roku w skład departamentu wchodziły 463 gminy (lista).

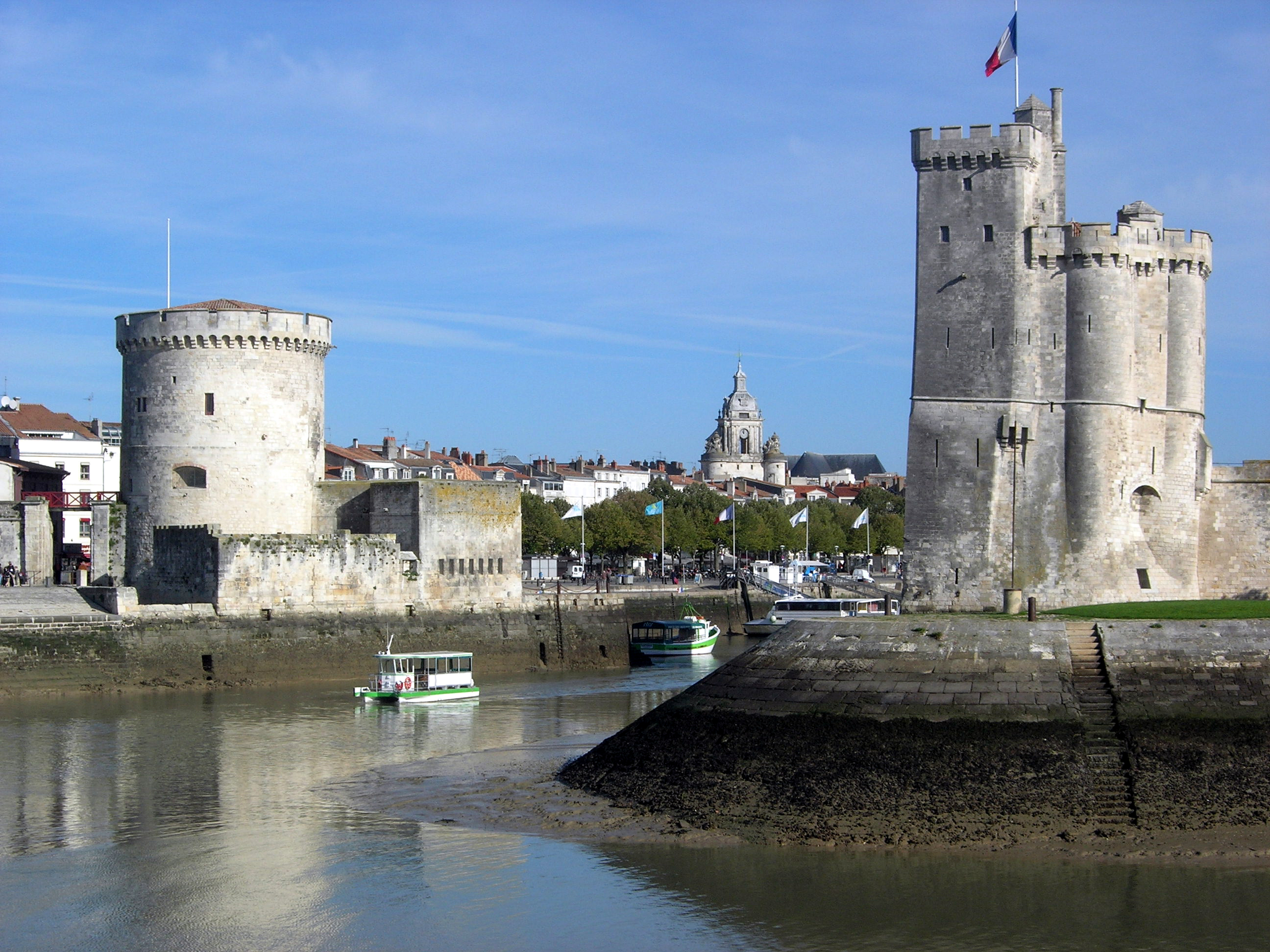
La Rochelle jest prefekturą departamentu od 1810

Departament ma bardzo urozmaiconą linię brzegową; znajduje się przy największym estuarium w Europie Zachodniej – Żyrondzie. Przez Charente-Maritime płynie wiele rzek; najdłuższą jest Charente. W departamencie nie ma dużych ośrodków miejskich, które miałyby cechy aglomeracji, jednak są tam mniej zrównoważone sieci średnich i mniejszych miast, z których głównymi są La Rochelle, Saintes, Rochefort i Royan.
W gospodarce podstawową rolę odgrywa zróżnicowane rolnictwo oraz hodowle skorupiaków, największe we Francji. W Charente-Maritime nigdy nie było wielkich ośrodków przemysłowych. Wiodącym sektorem gospodarki stały się usługi. Prawie trzy czwarte miejsc pracy zajmowane są przez sklepy, administrację, usługi finansowe, zaawansowane usługi i turystykę. Turystyka jest najbardziej dynamicznie rozwijającym się segmentem gospodarki.
Produktem regionalnym tego departamentu jest omułek jadalny (Mytilus edulis).

## Miejscowości
Największe miejscowości departamentu (w nawiasach liczba ludności w 2021 roku):

- La Rochelle (78 535)
- Saintes (25 518)
- Rochefort (23 092)
- Royan (19 029)
- Aytré (9578)
- Périgny (8741)
- Tonnay-Charente (8195)
- Lagord (7387)
- Saujon (7183)
- Surgères (6825)
- Saint-Jean-d’Angély (6705)
- Puilboreau (6635)
- Saint-Pierre-d’Oléron (6627)
- Châtelaillon-Plage (6227)
- Marennes-Hiers-Brouage (6175)
- Dompierre-sur-Mer (5961)
- Nieul-sur-Mer (5798)
- Saint-Xandre (5384)
- Saint-Georges-de-Didonne (5170)
- Sainte-Soulle (4961)
- Marans (4500)
- Aigrefeuille-d’Aunis (4479)
- La Tremblade (4436)
- Le Château-d’Oléron (4319)
- Pons (4273)
- Angoulins (4117)
- Fouras (4061)

## Turystyka
Dobre warunki klimatyczne, znaczące dziedzictwo architektoniczne i środowiskowe, ciekawe życie kulturalne oraz różnorodna linia brzegowa (atrakcyjne wybrzeże, wyspy) powoduje, że Charente-Maritime jest największym ośrodkiem turystycznym Francji na wybrzeżu Atlantyku, oraz najważniejszym we Francji po Lazurowym Wybrzeżu.

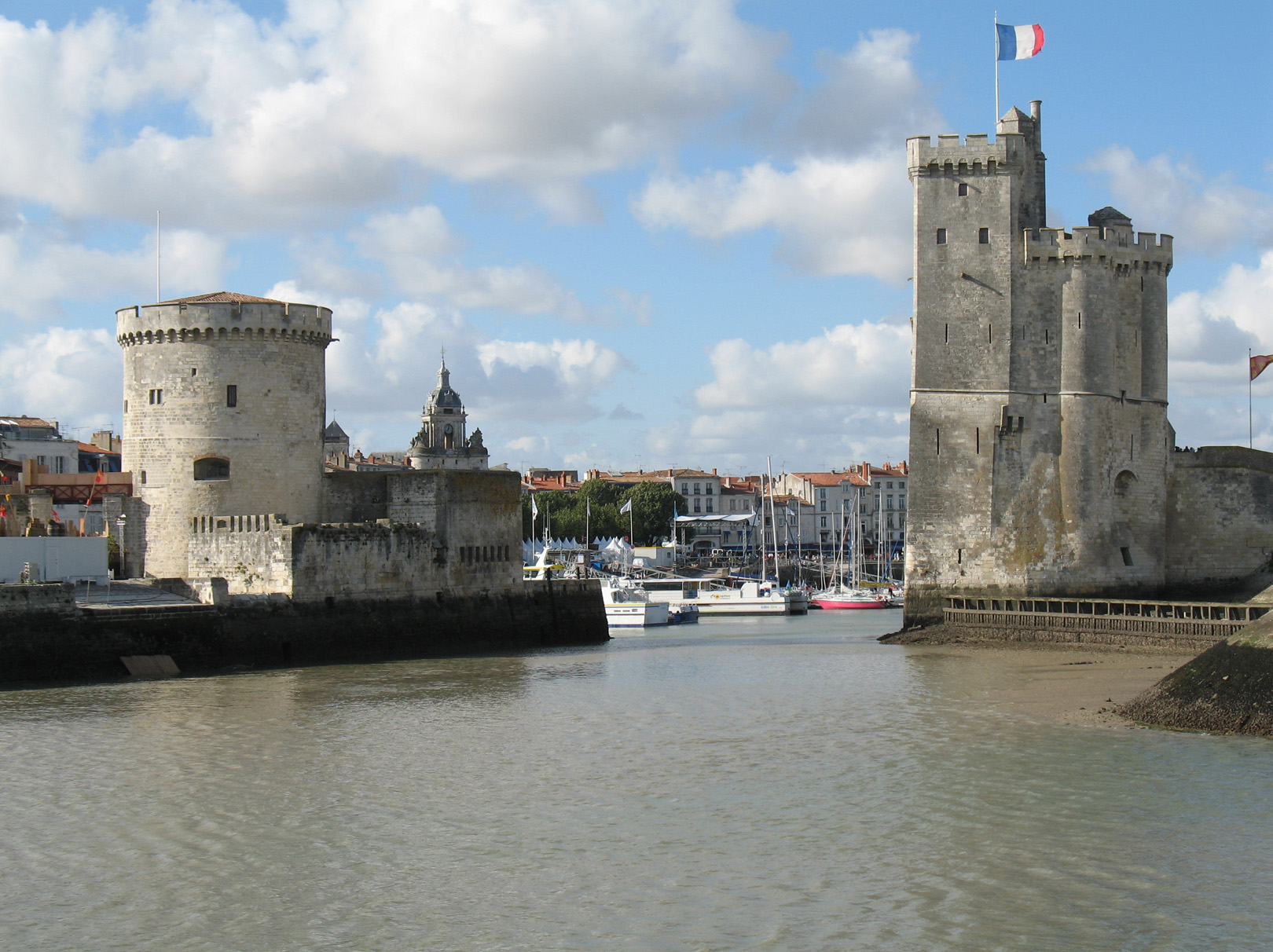
La Rochelle i Stary Port
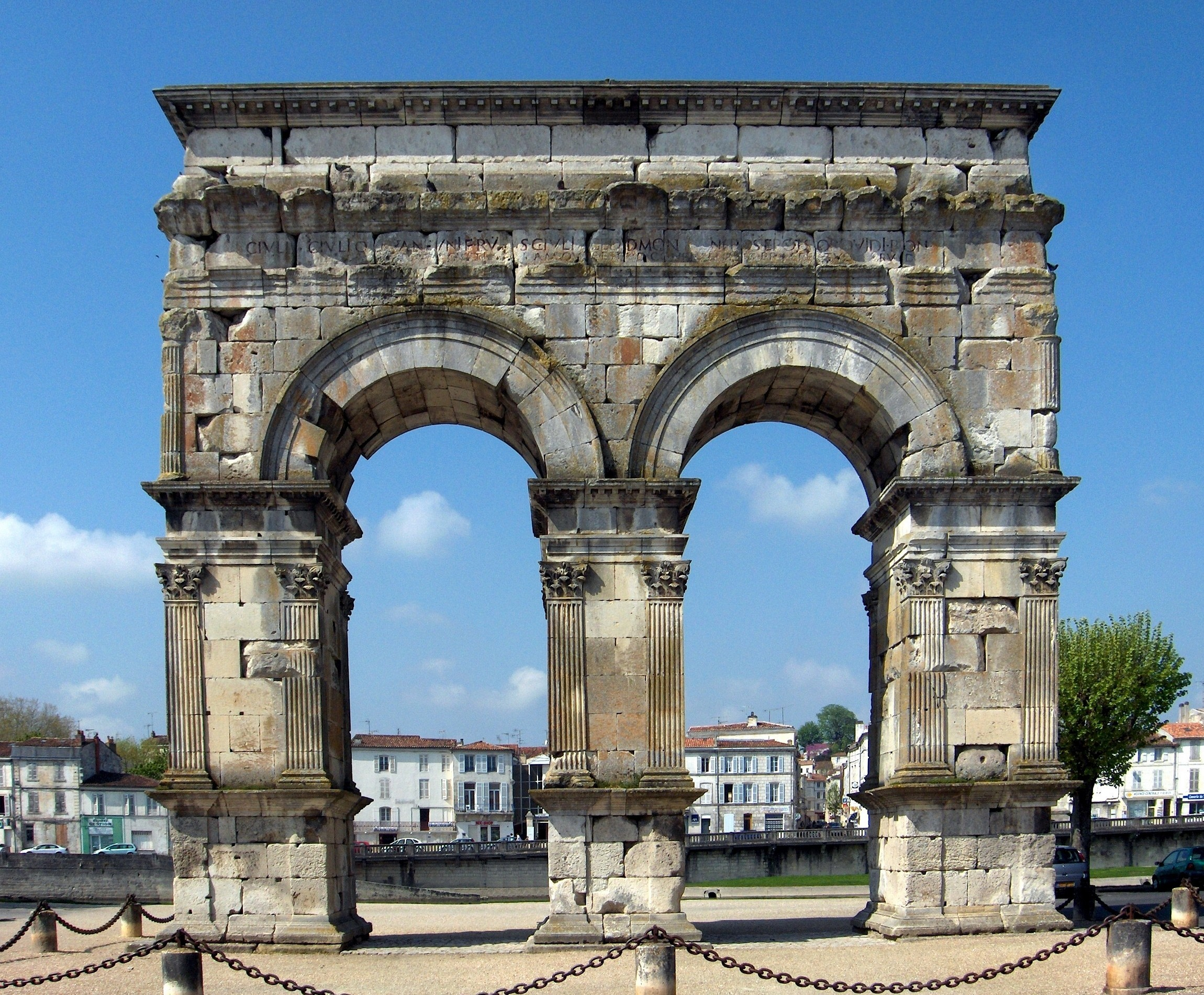
Saintes
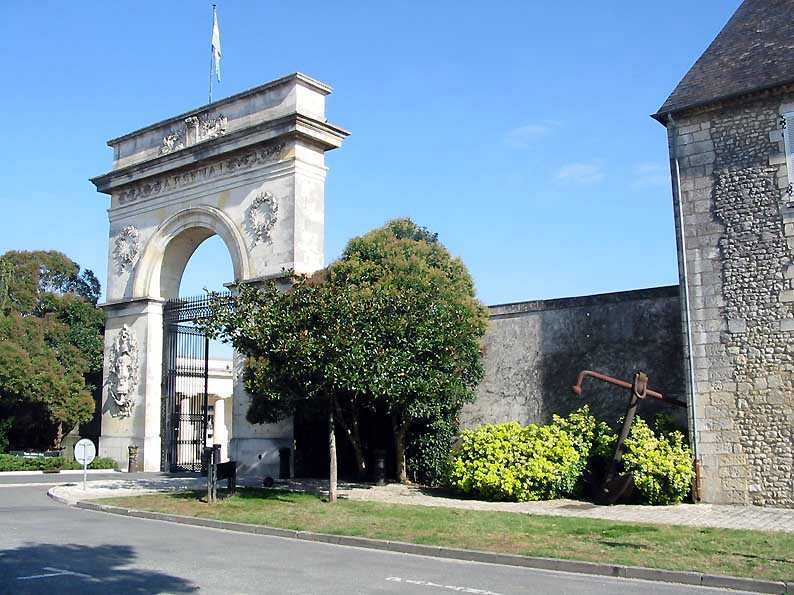
Rochefort
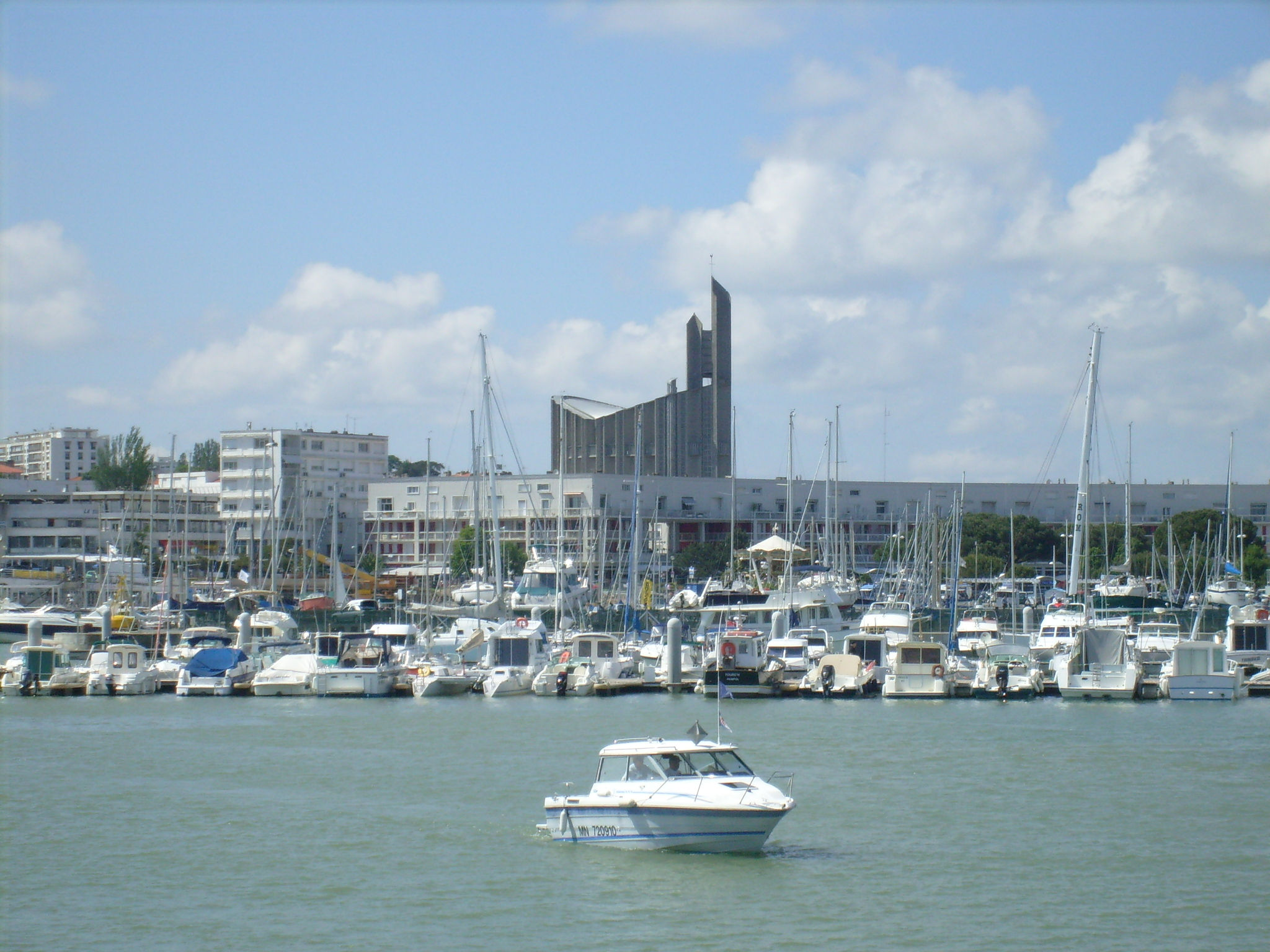
Royan
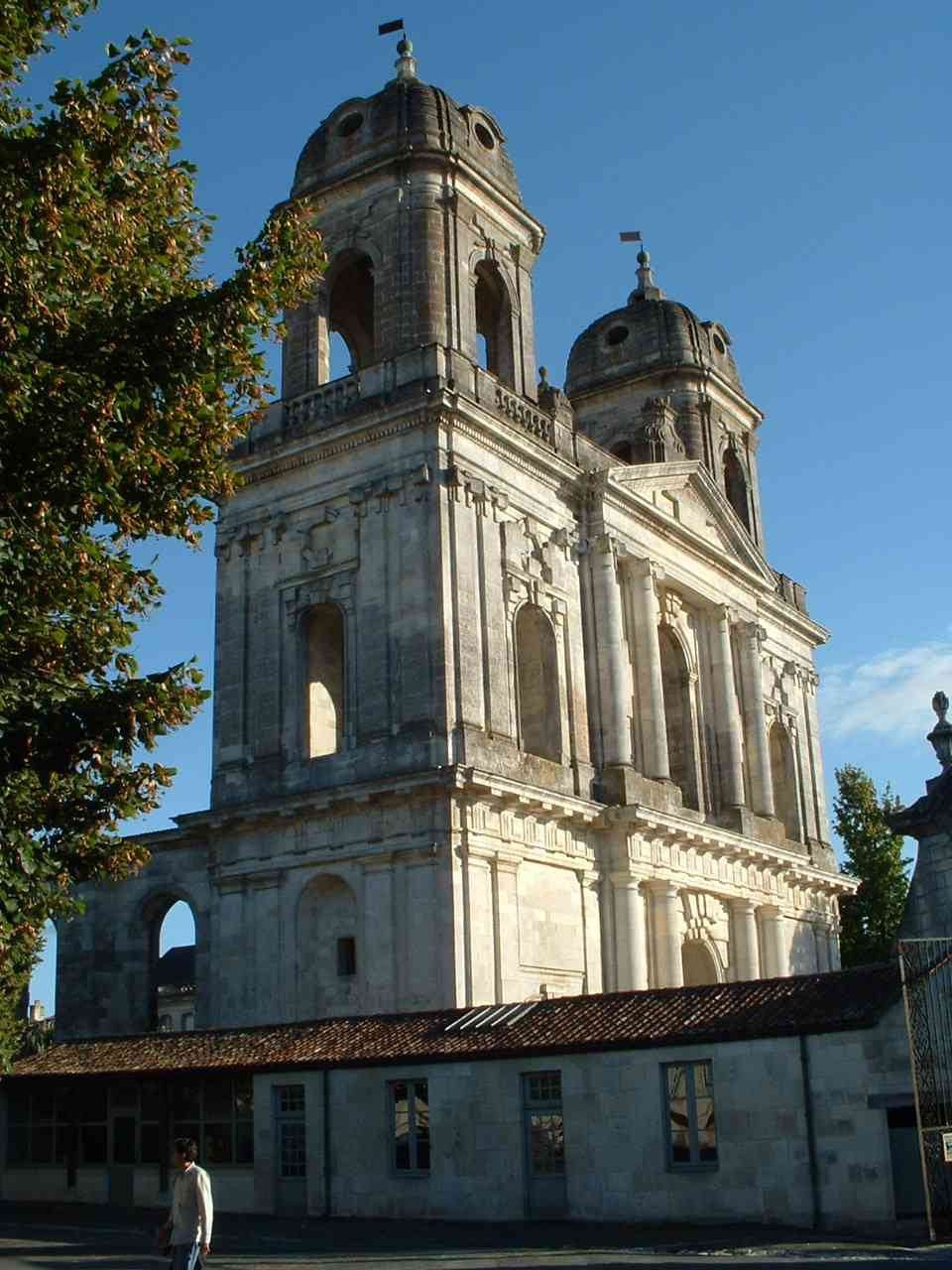
Saint-Jean-d’Angély
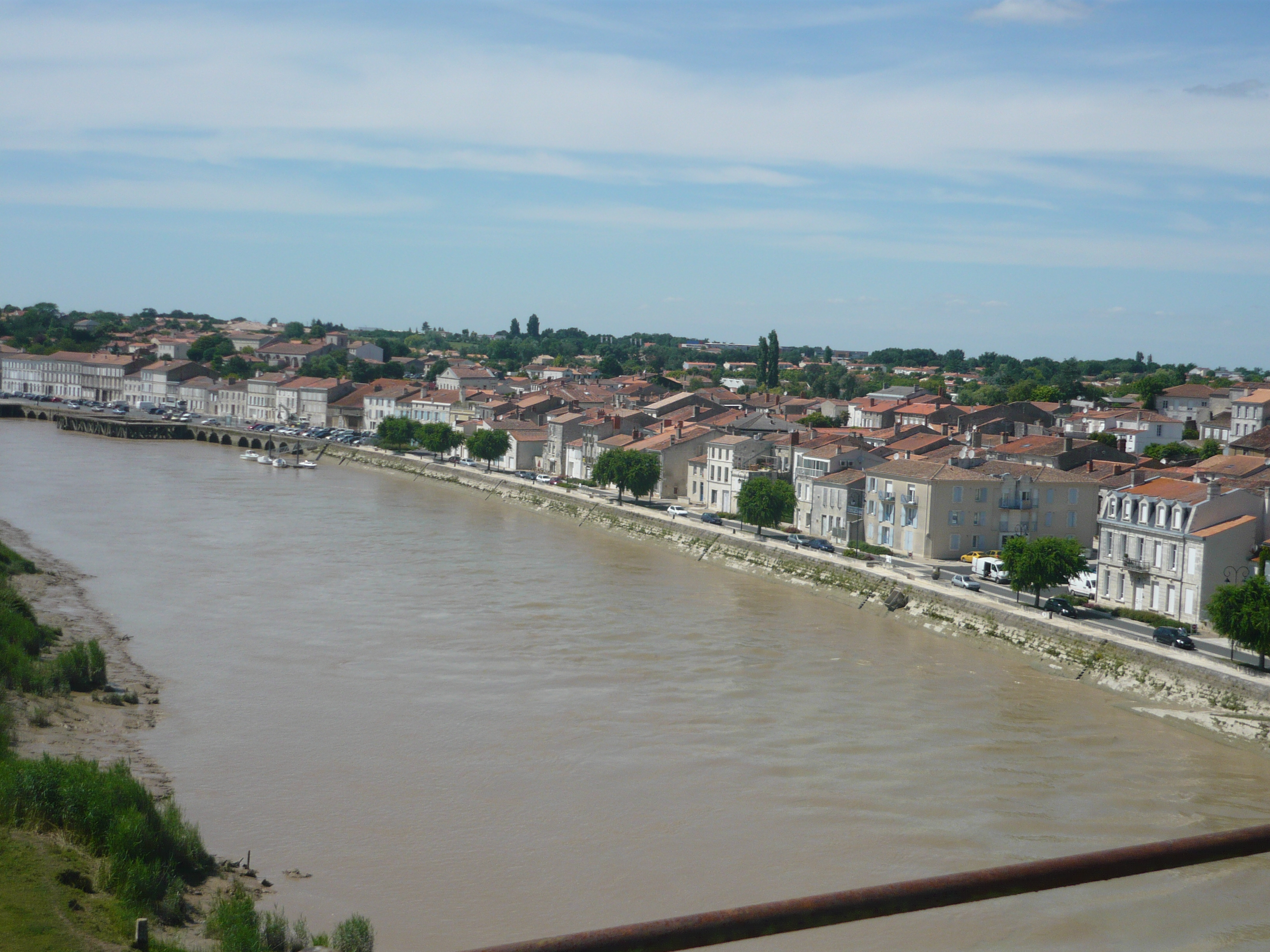
Tonnay-Charente
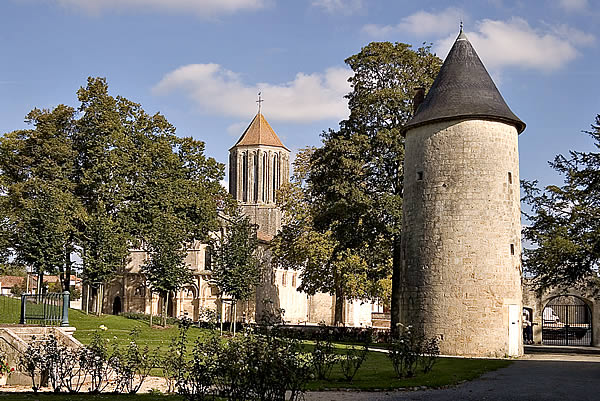
Surgères
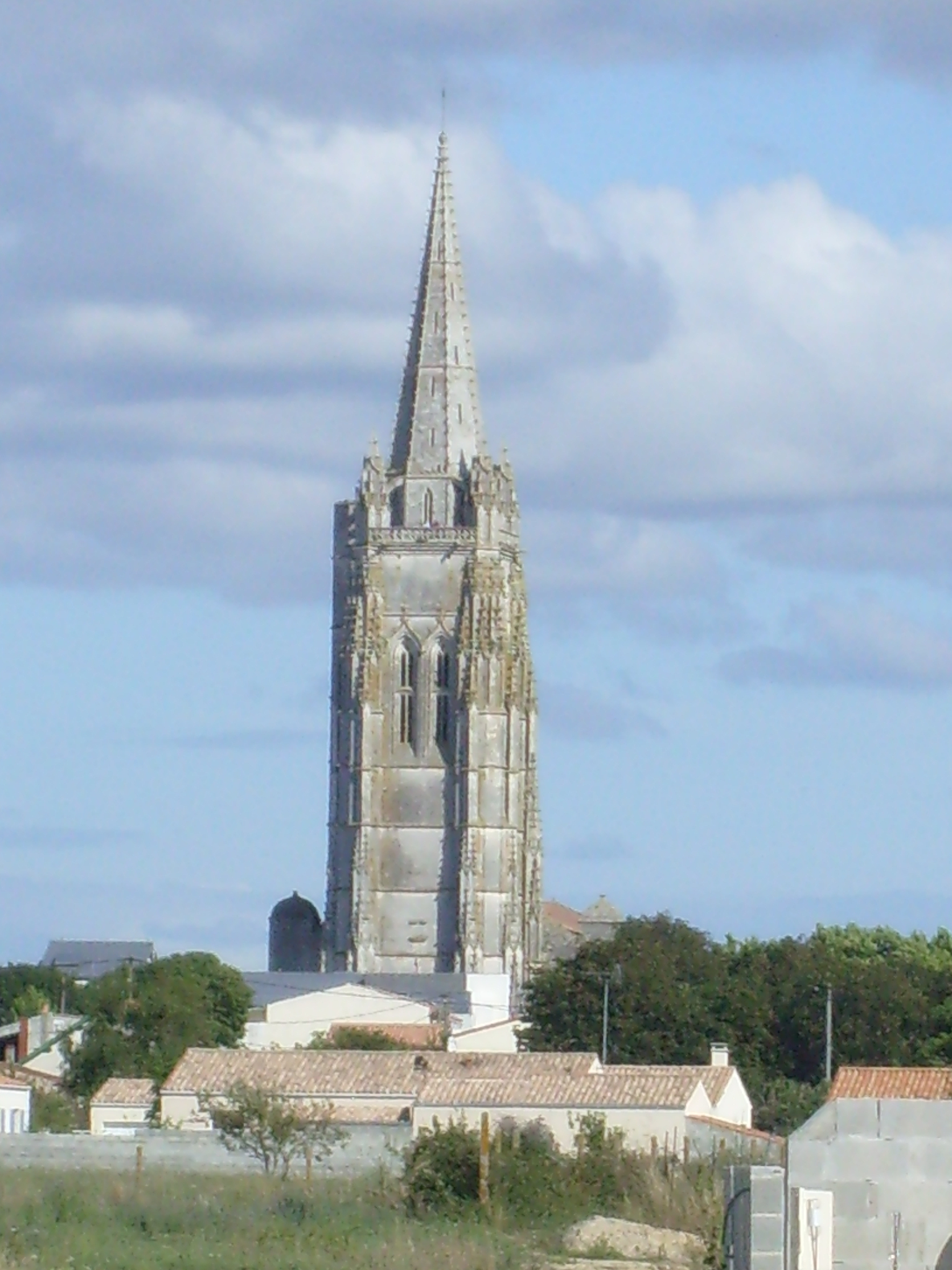
Marennes
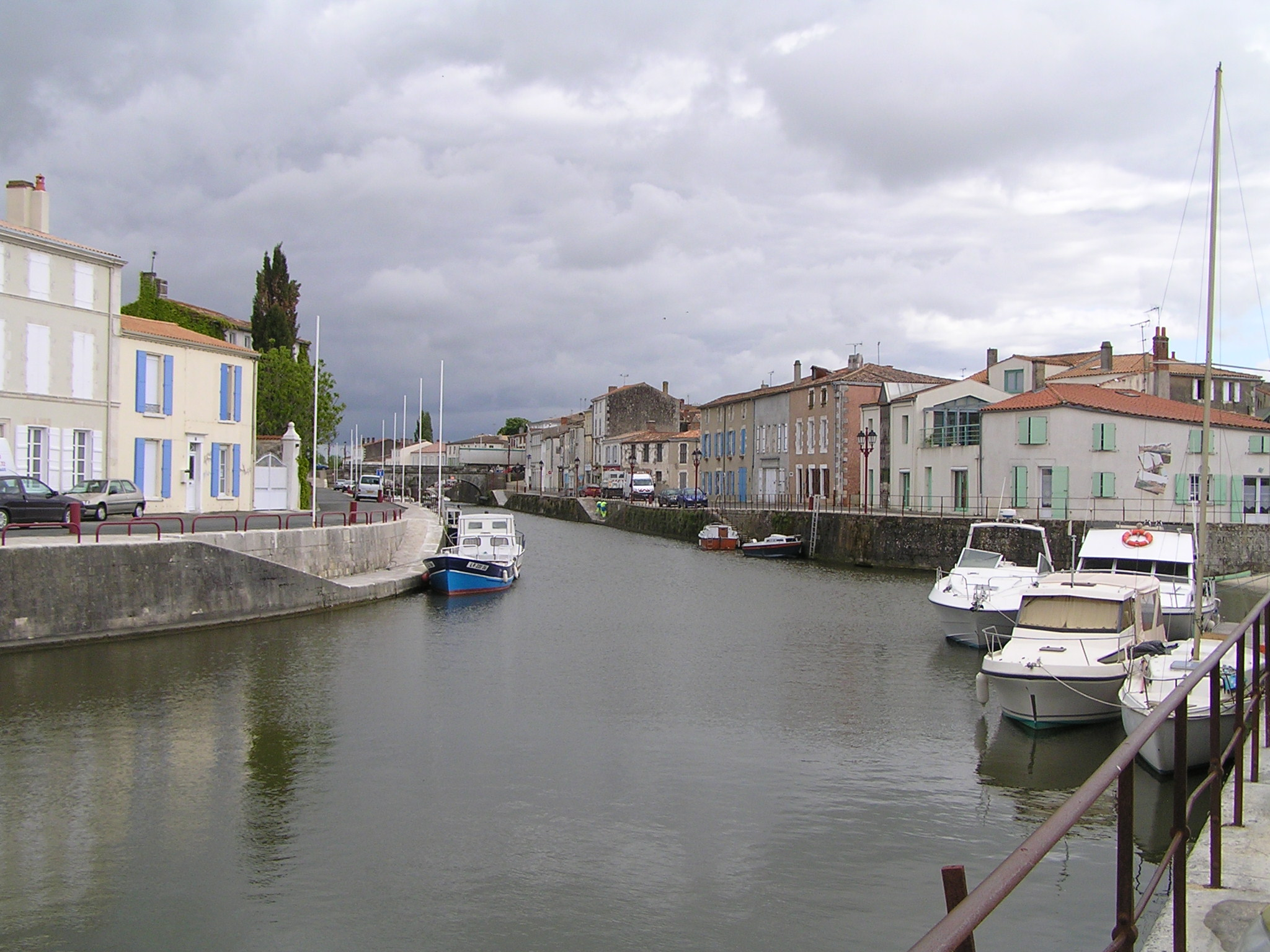
Marans
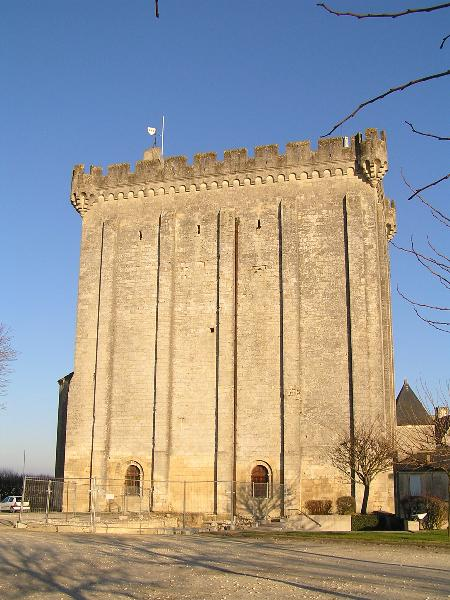
Pons
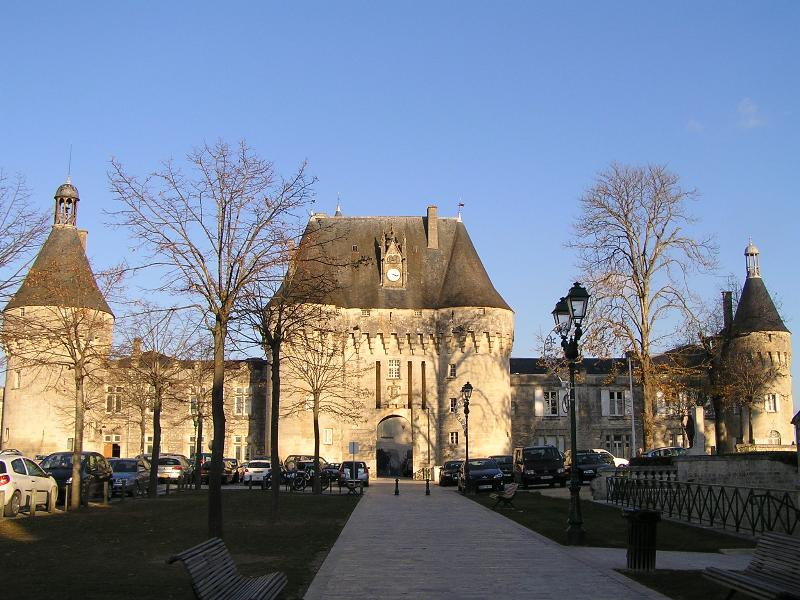
Jonzac
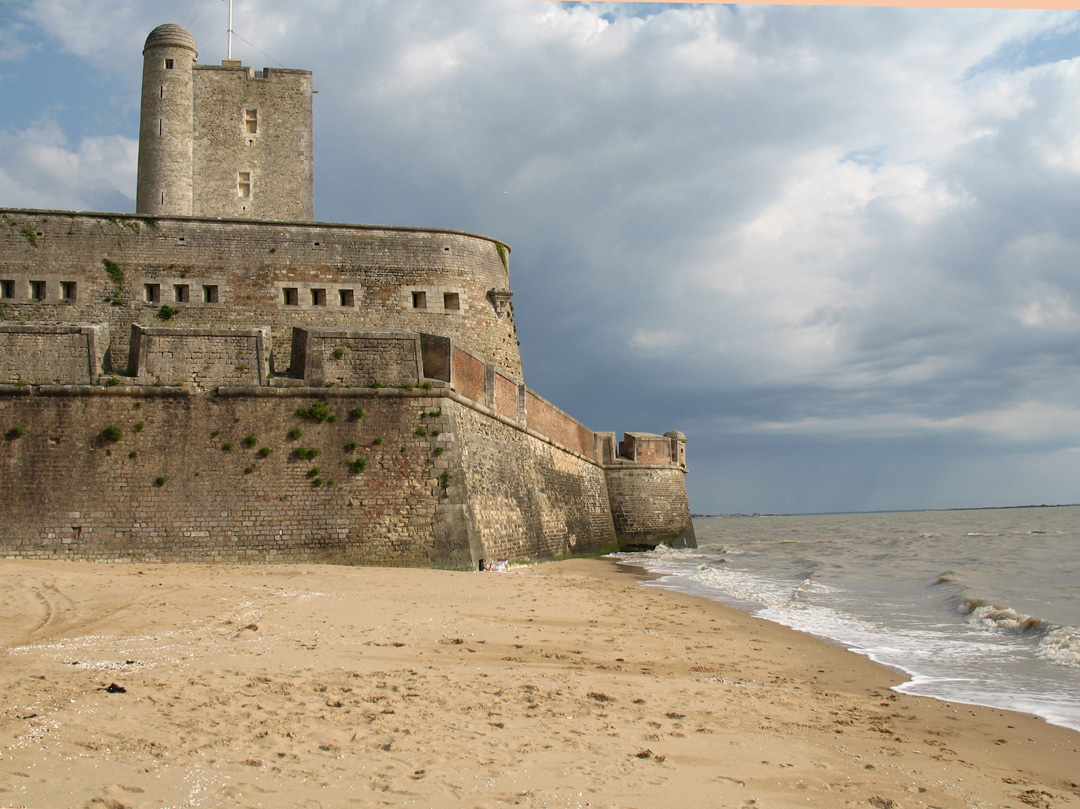
Fouras
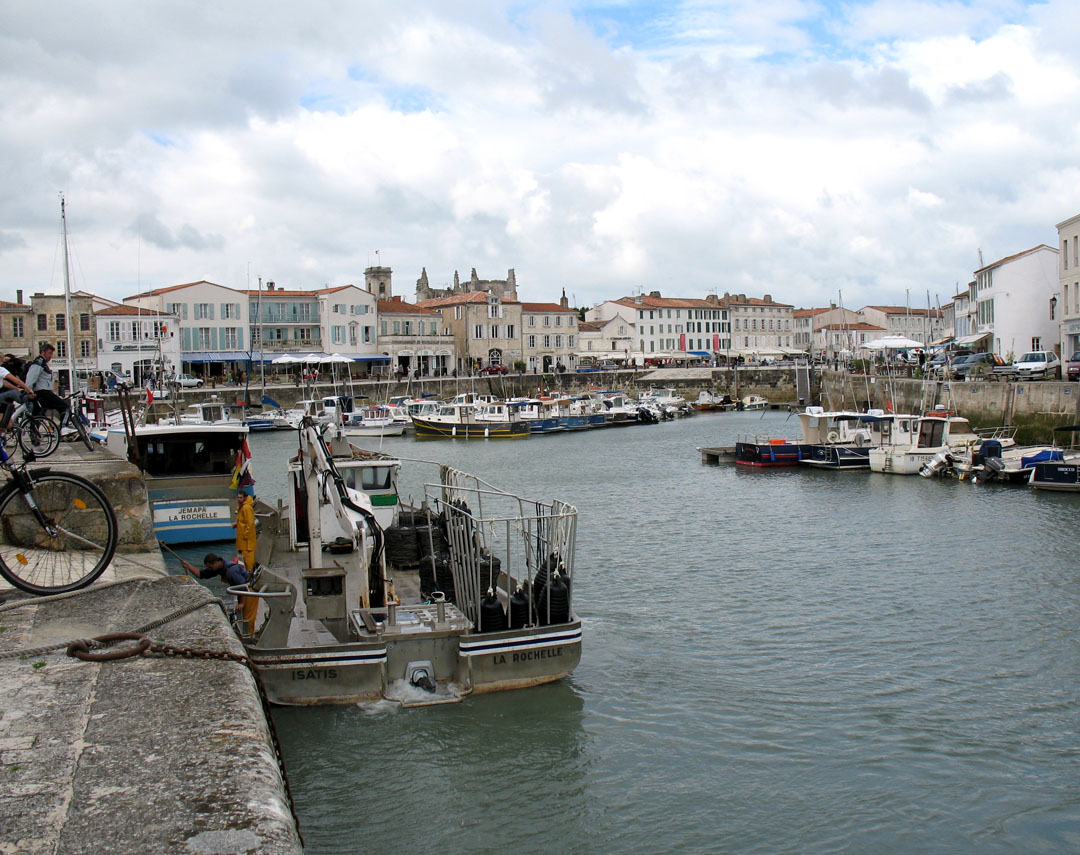
Saint-Martin-de-Ré i île de Ré
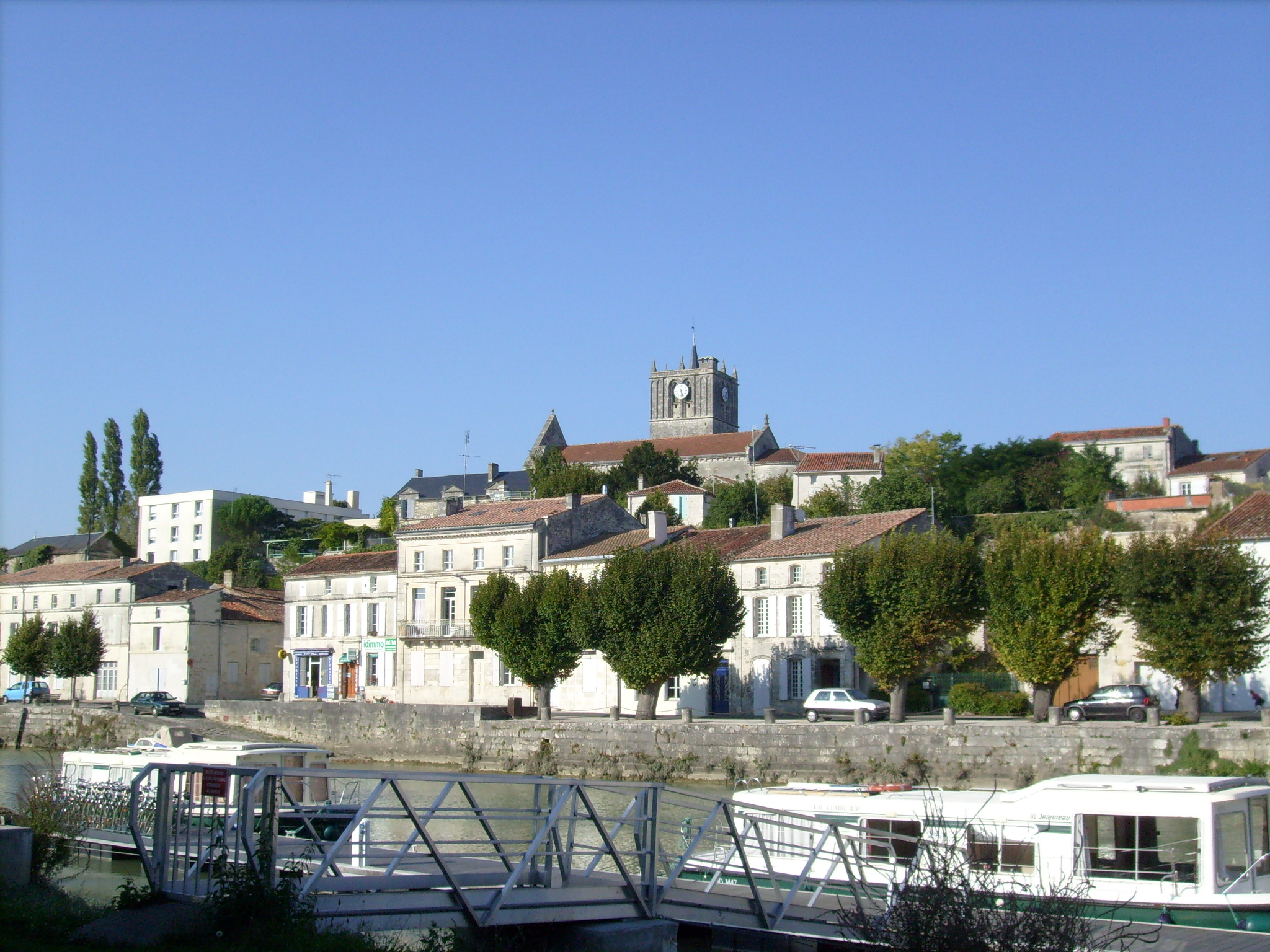
Saint-Savinien
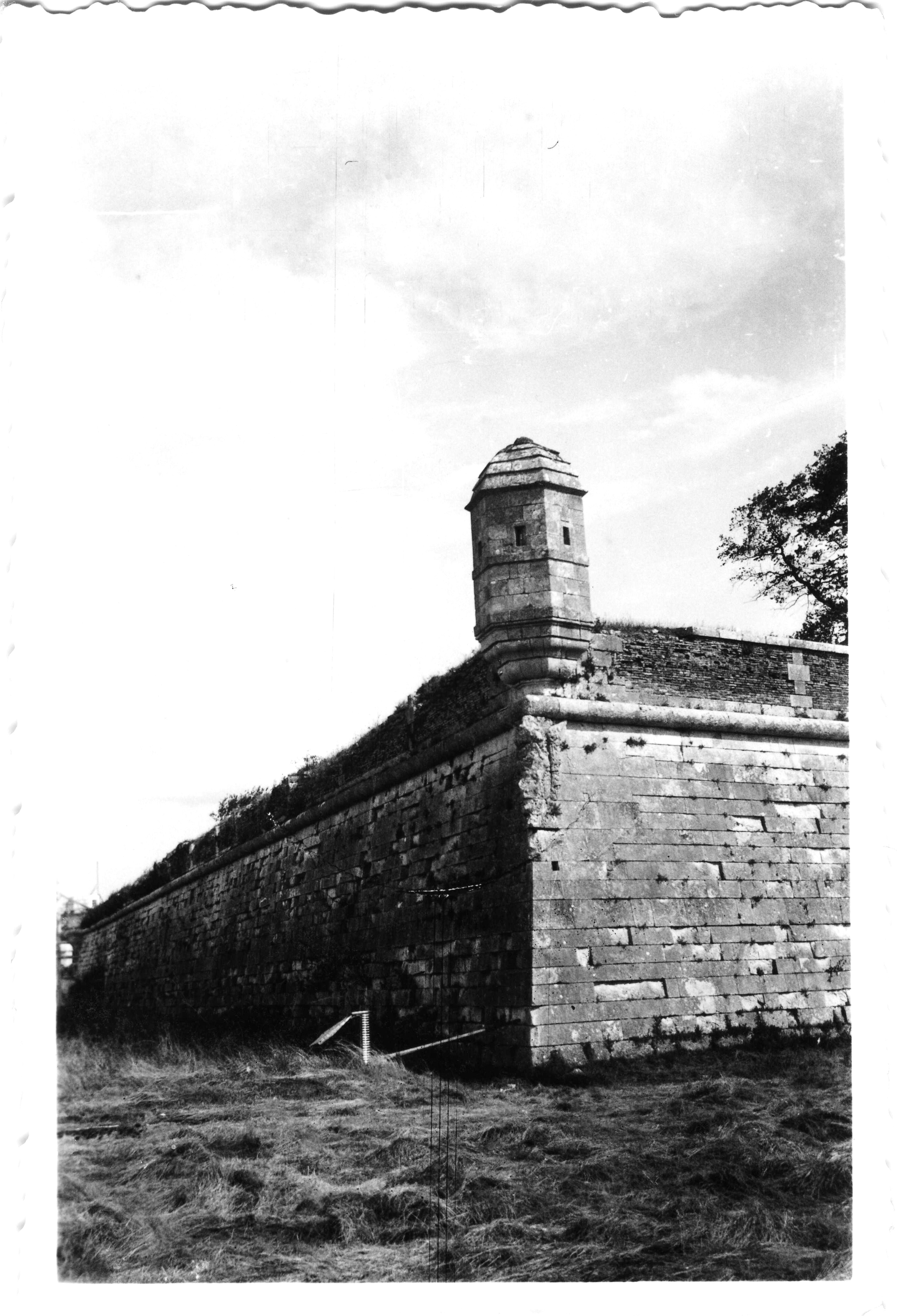
Brouage
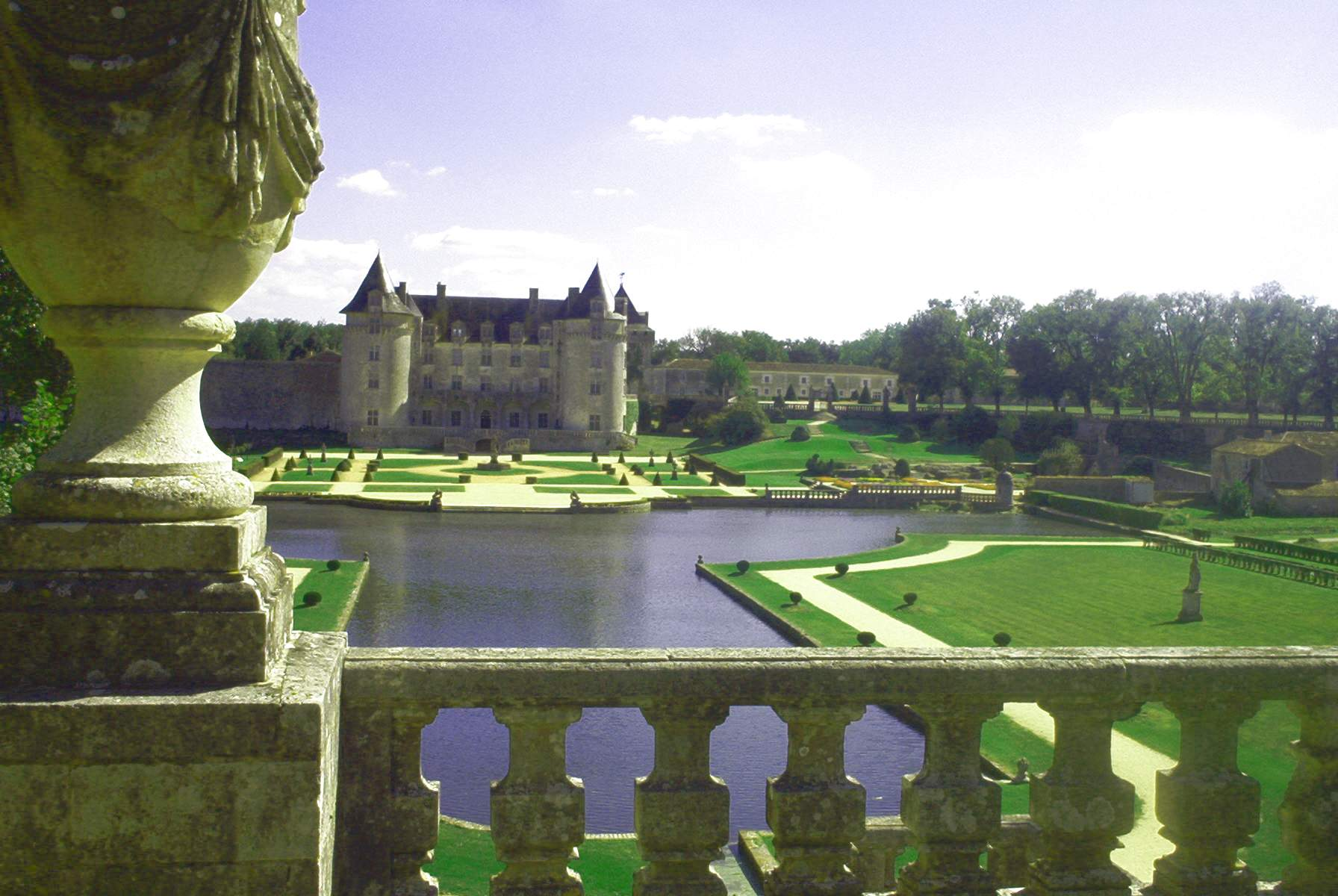
Zamek Rochecourbon
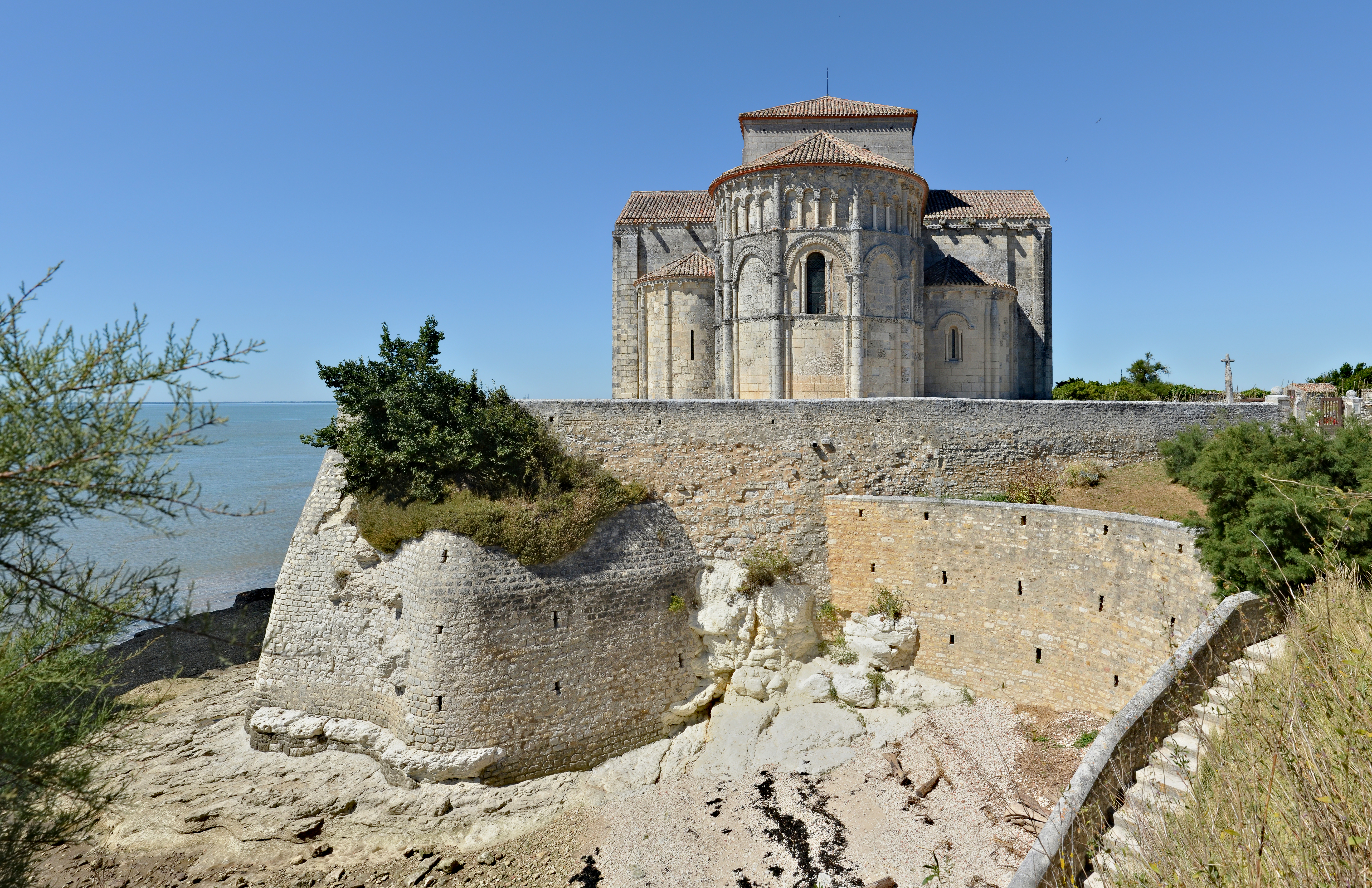
Kościół Sainte-Radegonde w Talmont-sur-Gironde
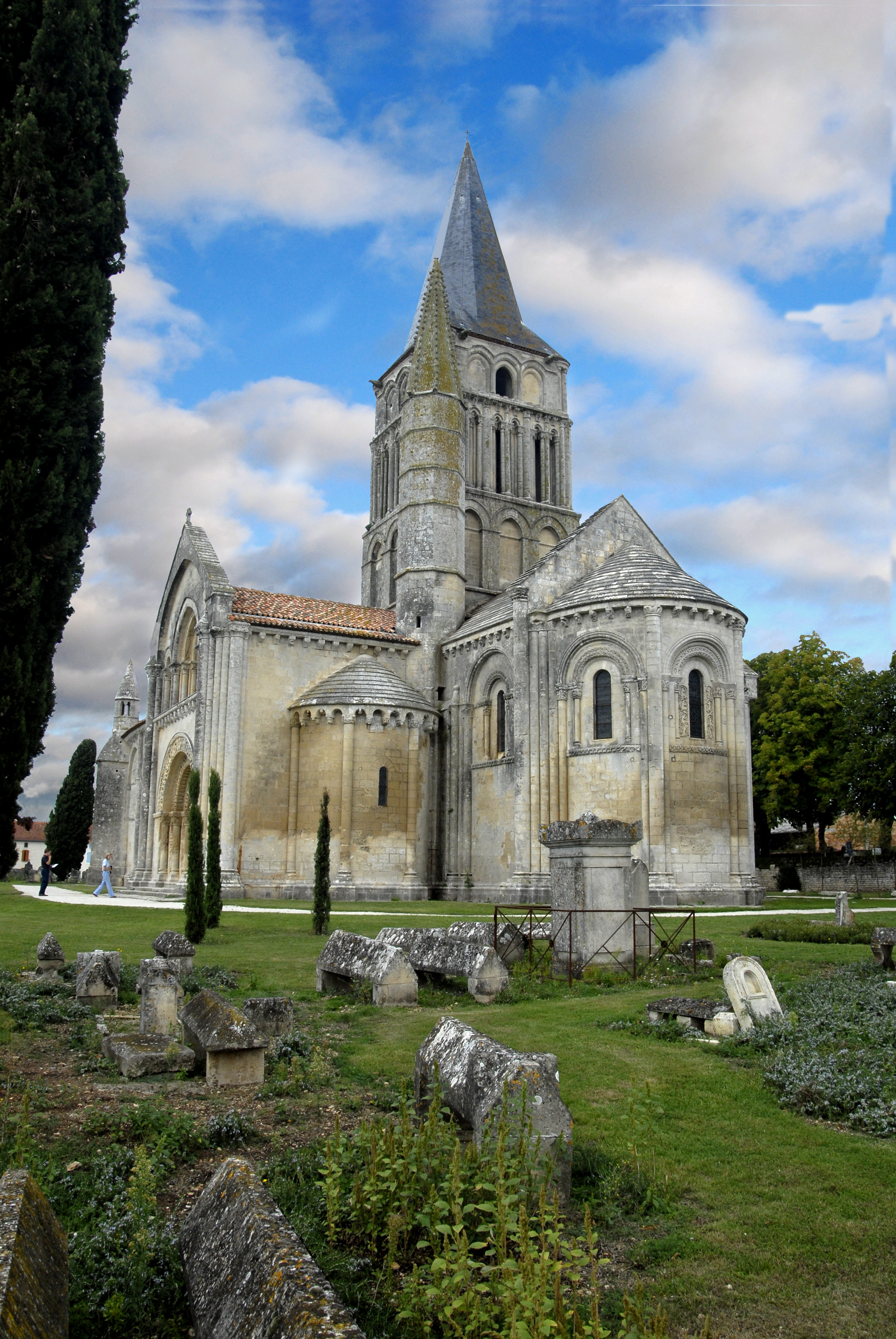
Kościół w Aulnay
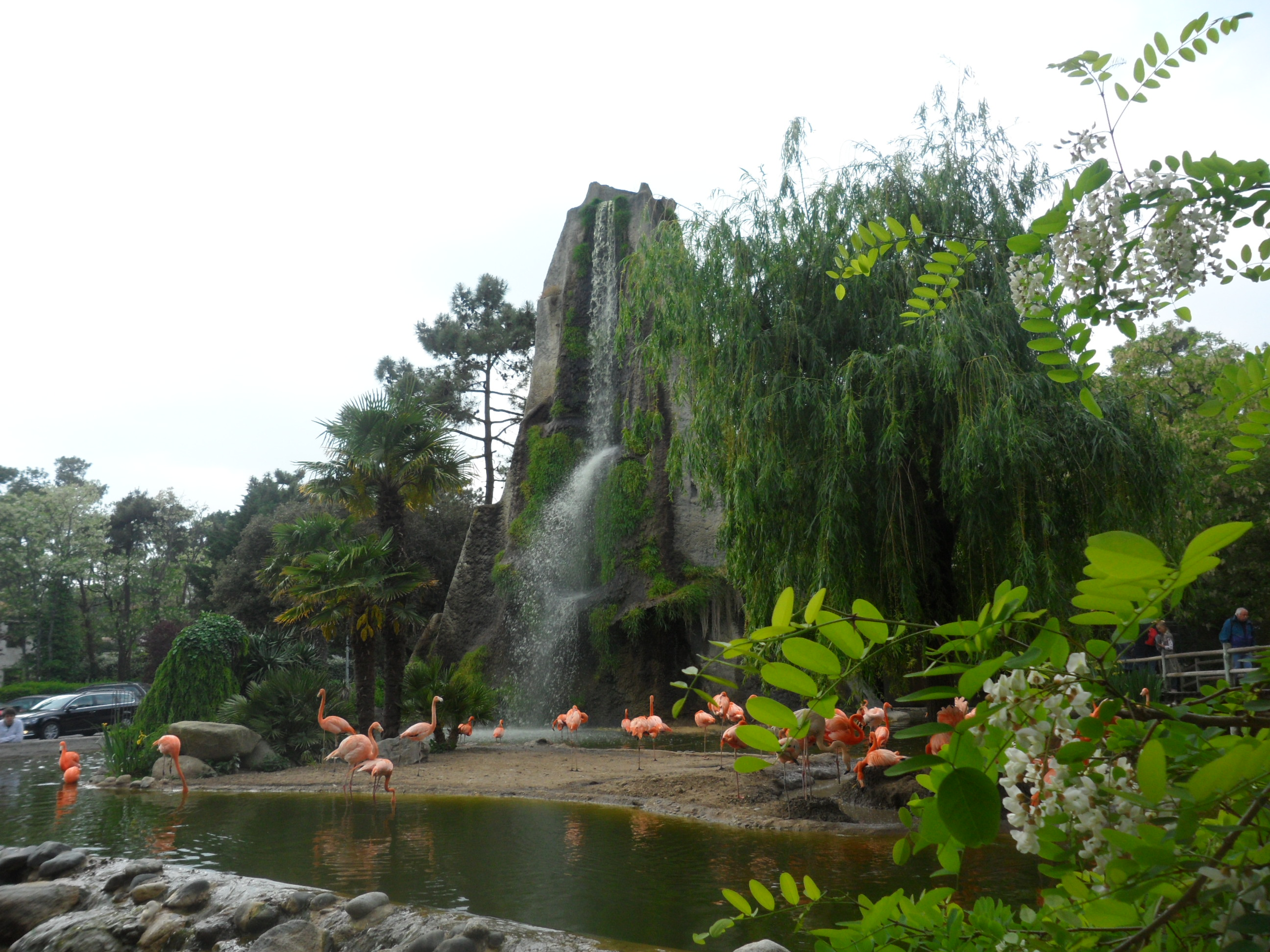
Zoo de la Palmyre w Les Mathes
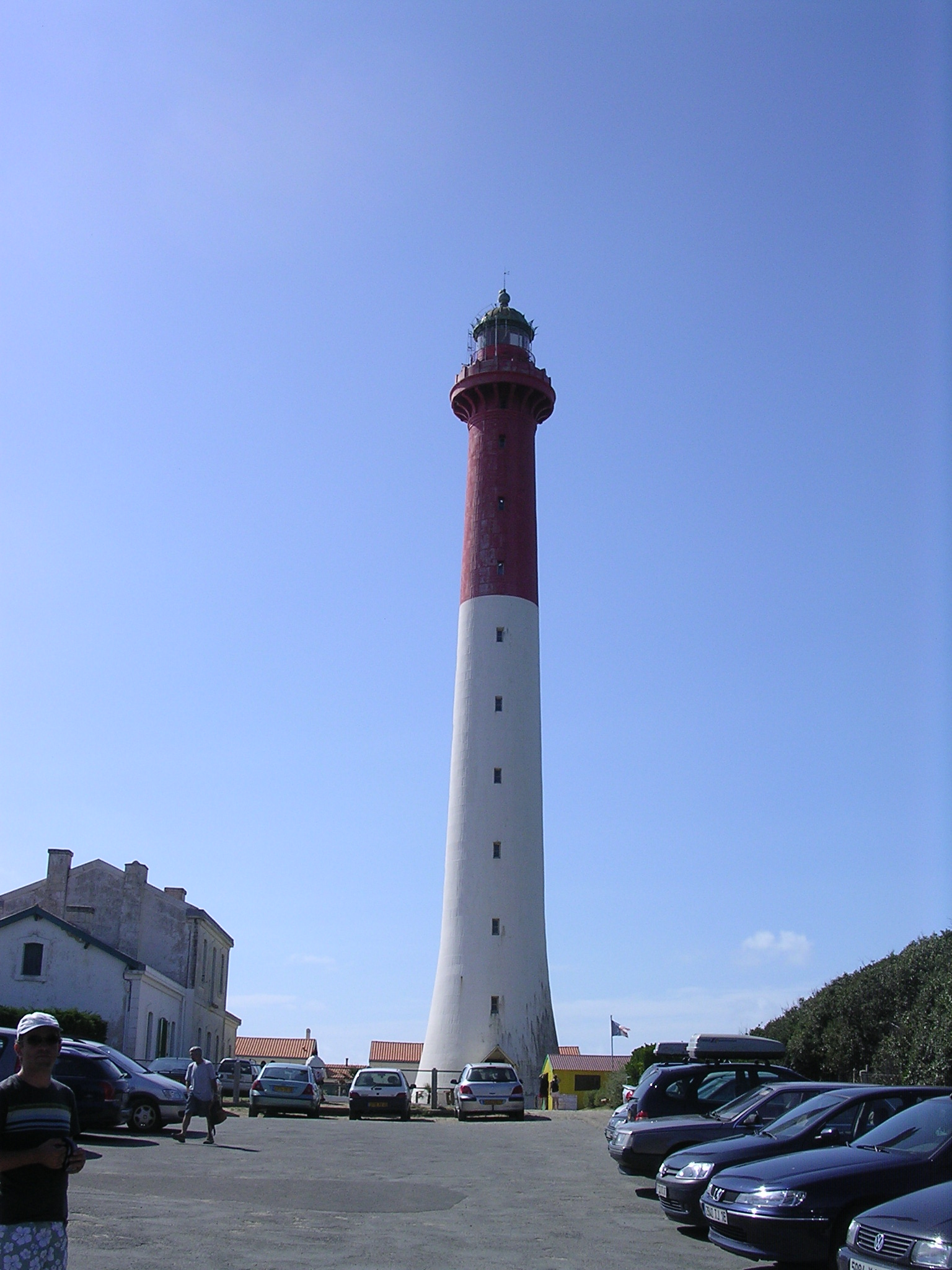
Latarnia Coubre w la Tremblade
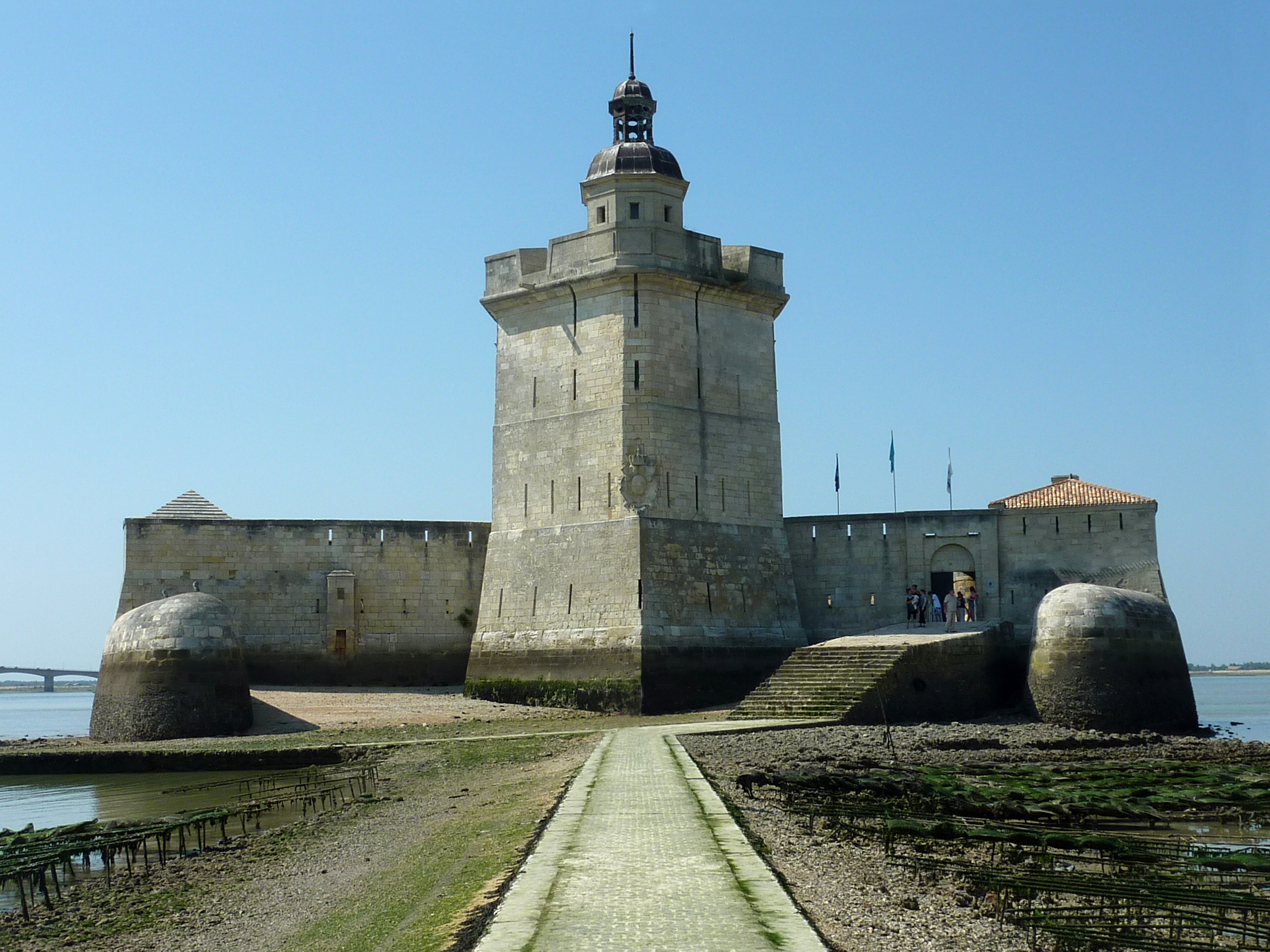
Fort Louvois między île d’Oléron, a Bourcefranc-le-Chapus
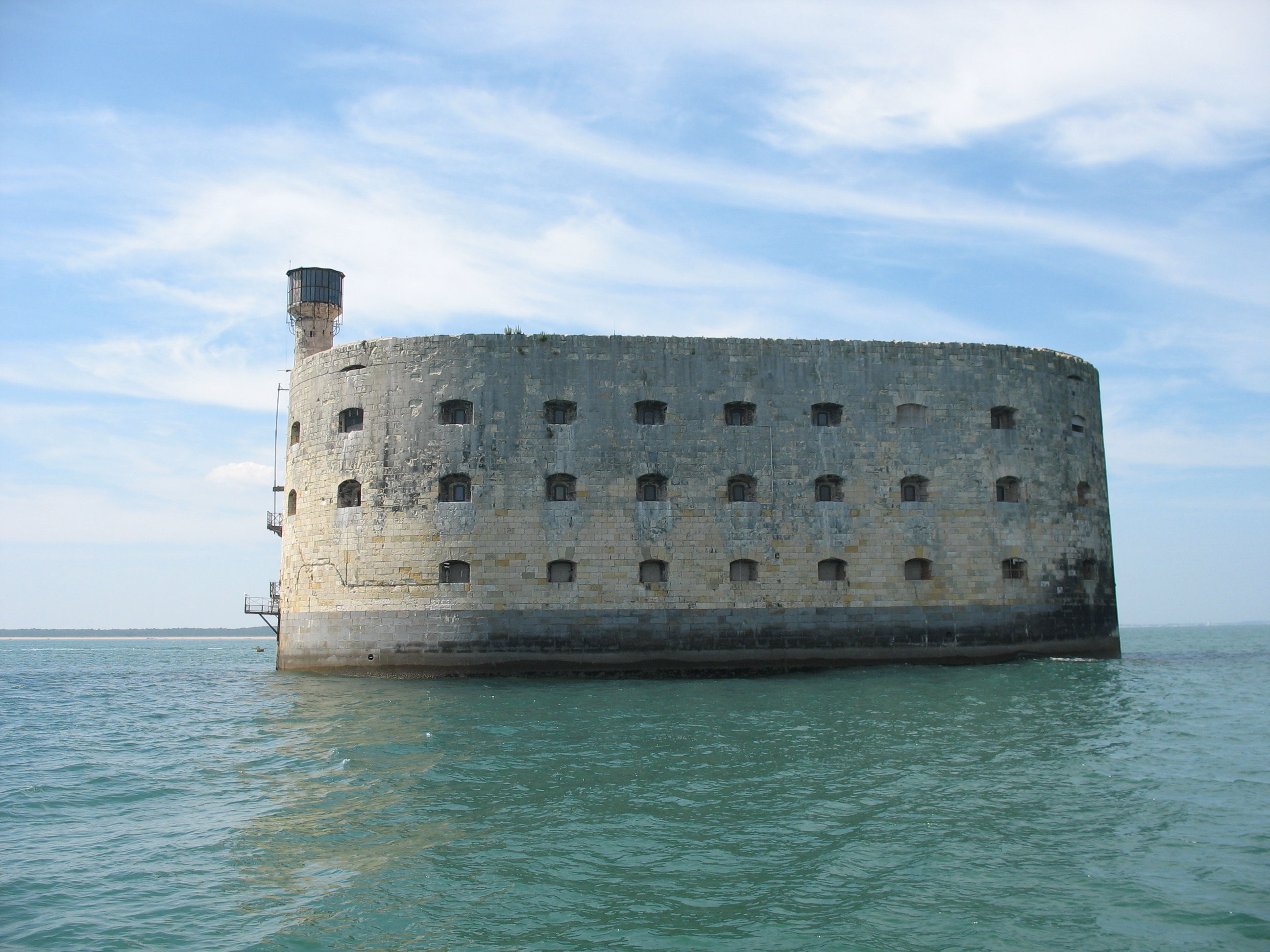
Fort Boyard